# Xanthostemon chrysanthus
Espèce
Classification APG II (2003)
Xanthostemon chrysanthus est une espèce de plantes à fleurs de la famille des Myrtaceae. C'est un arbre endémique au nord du Queensland en Australie.
Il mesure en moyenne 10 m de haut mais peut atteindre le double. Ses feuilles d'un vert brillant font 15 cm de long. Il donne ses fleurs jaunes en été et en automne.

## Galerie

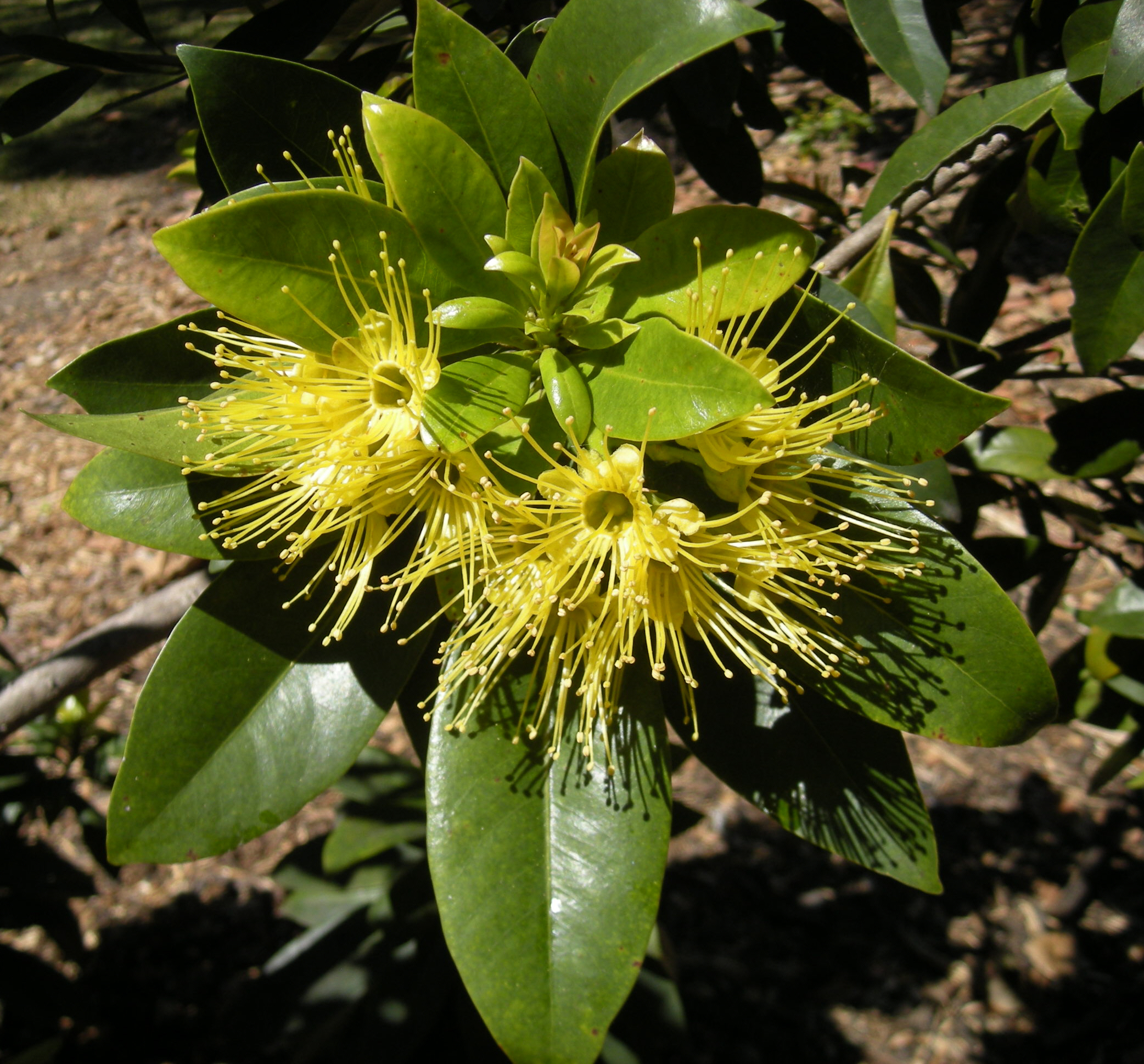
Feuilles et fleurs.